# 千葉外房收費道路
千葉外房收費道路是日本一條由千葉縣千葉市綠區至千葉縣茂原市的一般收費道路，正式路線名千葉縣道67號生實本納線。

## 概要
此道路是方便連接東京/千葉至外房而設之道路，以及舒緩千葉縣道20號千葉大網線的擠塞情況。現時，鎌取交流道至譽田交流道是免費通行的。此道路是由千葉縣道路公社管理。

### 路線資料
- 起點：千葉縣千葉市綠區鎌取町
- 終點：千葉縣茂原市大澤
- 長度：14.3公里
- 行車線
  - 鎌取至譽田：4條
  - 譽田至茂原：2條
- 行車線寬度：3.25米
- 速度限制：60km/h
- 建造費：約234億日圓
- 贖回日期：2023年

## 收費
現時收費（現時譽田區間為免費通行）
- 小型汽車：200圓
- 普通汽車：300圓
- 大型車（1）：450圓
- 大型車（2）：1000圓
- 輕型車輛：30圓

過往收費
譽田區間
- 小型汽車：200圓
- 普通汽車：310圓
- 大型車（1）：470圓
- 大型車（2）：1050圓
- 輕型車輛：30圓

茂原區間
- 小型汽車：210圓
- 普通汽車：310圓
- 大型車（1）：470圓
- 大型車（2）：1050圓
- 輕型車輛：30圓

## 設施
- 全路段都在千葉縣內。
- 交流道(IC)編號欄背景色■區間是已通車區間，設施欄背景色■區間是未通車區間與未使用設施，未開通區間名稱全部是暫稱。
- 停车区：停車場，IC：交流道，TB：設於主線之收費站（料金所）。

| 設施         | 連接路線                                      | 備註                     | 所在地     |
| ------------ | --------------------------------------------- | ------------------------ | ---------- |
| 鎌取IC       | 千葉縣道20號千葉大網線                        |                          | 千葉市綠區 |
| 平山IC       | 千葉縣道67號生實本納線                        | 只提供茂原方向的交流道。 | 千葉市綠區 |
| 邊田十字路口 | 千葉縣道66號濱田四街道長沼線                  |                          | 千葉市綠區 |
| 譽田停车区   |                                               | 鄰近已停用的譽田收費站   | 千葉市綠區 |
| 高田IC       | 千葉市道                                      | 只提供鎌取方向的交流道。 | 千葉市綠區 |
| 譽田IC       | 千葉縣道20號千葉大網線                        |                          | 千葉市綠區 |
| 大野TB       |                                               |                          | 千葉市綠區 |
| 大木戶IC     | 千葉市道                                      | 只提供鎌取方向的交流道。 | 千葉市綠區 |
| 大野停车区   |                                               | 只提供茂原方向的停車場。 | 千葉市綠區 |
| 板倉IC       | 千葉縣道132號土氣停車場金剛地線               | 只提供鎌取方向的交流道。 | 市原市     |
| 桂IC         | 東急高爾夫球場內部道路 千葉縣道21號五井本納線 |                          | 茂原市     |

## 历史
- 1973年3月28日 - 開始建造譽田區間。
- 1980年2月1日 - 譽田區間開通，初時只有2條行車線。
- 1981年1月13日 - 開始建造茂原區間。
- 1985年4月24日 - 茂原區間開通。
- 2000年4月1日 - 譽田區間行車線擴展至4條。

## 關連項目
- 高速公路
- 關東地方道路列表

## 外部連結
- 千葉外房有料道路（千葉縣道路公社）